# Trichaspis hincksi
Trichaspis hincksi là một loài bọ cánh cứng trong họ Chrysomelidae. Loài này được Shaw miêu tả khoa học năm 1961.